# C.J. Henderson
Christopher Henderson, detto C.J. (Miami, 30 settembre 1998), è un giocatore di football americano statunitense che milita nel ruolo di cornerback ed è free agent.

## Carriera universitaria
Nella sua prima stagione, Henderson disputò 11 partite per i Gators con 22 tackle e 4 intercetti. Divenne il primo freshman nella storia dell'istituto a ritornare un intercetto in touchdown in due gare consecutive. L'anno seguente disputò la prima stagione come titolare terminando con 38 tackle, 2 sack e 2 intercetti, venendo inserito nella seconda formazione ideale della Southeastern Conference.
Nella sua terza stagione, Henderson concluse con 33 tackle, un sack e 11 passaggi deviati in nove partite, venendo inserito nella formazione ideale della SEC e nel Second-team All-American da FWAA. A fine anno decise di rinunciare all'ultima stagione nel college football e di passare professionista.

## Carriera professionistica

### Jacksonville Jaguars
Henderson fu scelto nel corso del primo giro (9º assoluto) del Draft NFL 2020 dai Jacksonville Jaguars. Diede un contributo immediato nella sua prima partita con 5 tackle, un intercetto su Philip Rivers e tre passaggi deviati, incluso uno nell'ultimo tentativo avversario nella red zone che diede alla sua squadra la vittoria sui favoriti Indianapolis Colts. Per questa prestazione fu premiato come miglior rookie della settimana. Il 19 novembre fu inserito in lista infortunati per un problema all'inguine, chiudendo la sua prima stagione con 36 tackle in 8 presenze.

### Carolina Panthers
Il 27 settembre 2021 Henderson fu scambiato con i Carolina Panthers.

### Houston Texans
Il 21 marzo 2024 Henderson firmò con gli Houston Texans. Fu svincolato il 27 agosto.

### Pittsburgh Steelers
Il 25 settembre 2024 Henderson firmò con la squadra di allenamento dei Pittsburgh Steelers. Il 21 ottobre fu promosso nel roster attivo.

## Palmarès
- Rookie della settimana: 1

1ª del 2020